# Mapfre
Mapfre, S.A. er et spansk multinationalt forsikringsselskab med hovedkvarter i Madrid. Omsætningen var i 2020 på 25,419 mia. euro og der var 33.730 ansatte. Navnet stammer fra det tidligere selskab (Mutualidad de la Agrupación de Propietarios de Fincas Rústicas de España), men kaldes i dag kun Mapfre. Det er det ledende forsikringsselskab i Spanien. Historien begyndte i 1933 da Agrupación de Propietarios de Fincas Rústicas de España etablerede Mapfre.